# (263844) Johnfarrell
(263844) Johnfarrell est un astéroïde de la ceinture principale.

## Découverte
(263844) Johnfarrell est découvert le 21 janvier 2009 par Joseph R. Hobart à l'observatoire Kachina (Kachina Observatory) à Flagstaff aux États-Unis. Il est nommé en l'honneur du physicien John A. Farrell.

## Description
(263844) Johnfarrell est un astéroïde de la ceinture principale. D'un diamétre de 3,2 km, il présente une orbite caractérisée par un demi-grand axe de 2,75 UA, une excentricité de 0,12 et une inclinaison de 8,8° par rapport à l'écliptique.

## Compléments